# Giải bóng chuyền nữ Đông Nam Á 2025
Giải bóng chuyền nữ Đông Nam Á 2025 là lần thứ năm Giải bóng chuyền nữ Đông Nam Á (SEA Women's V.League) được tổ chức, với sự tham gia của bốn đội tuyển quốc gia nữ là thành viên của Hiệp hội bóng chuyền Đông Nam Á (SAVA), cơ quan quản lý khu vực của môn thể thao này trực thuộc Liên đoàn bóng chuyền châu Á (AVC).
Chặng 1 được tổ chức tại Nakhon Ratchasima, Thái Lan từ ngày 1 đến ngày 3 tháng 8, trong khi chặng 2 được tổ chức tại Ninh Bình, Việt Nam từ ngày 8 đến ngày 10 tháng 8.
Theo bảng xếp hạng chung cuộc của giải đấu, ngoại trừ Thái Lan là một phần của FIVB Women's Nations League 2026, thì Việt Nam và Philippines, hai đội có thứ hạng tốt nhất, đã đủ điều kiện tham dự AVC Women's Nations Cup 2026.

## Các đội tham dự
- Indonesia
- Philippines
- Thái Lan
- Việt Nam

## Địa điểm
| Chặng 1                     | Chặng 2               |
| --------------------------- | --------------------- |
| Nakhon Ratchasima, Thái Lan | Ninh Bình, Việt Nam   |
| Terminal 21 Korat           | Nhà thi đấu Ninh Bình |
| Sức chứa: 4.000             | Sức chứa: 3.040       |
|                             |                       |

## Thể thức
1. Tổng số trận thắng (trận thắng, trận thua)
2. Trong trường hợp hòa, tiêu chí phá vỡ thế bế tắc đầu tiên sau đây sẽ được áp dụng: Các đội sẽ được xếp hạng theo số điểm cao nhất đạt được trong mỗi trận đấu như sau:
  - Trận đấu thắng 3–0 hoặc 3–1: 3 điểm cho đội thắng, 0 điểm cho đội thua
  - Trận đấu thắng 3–2: 2 điểm cho đội thắng, 1 điểm cho đội thua
  - Trận đấu bị hủy bỏ: 3 điểm cho đội thắng, 0 điểm (0–25, 0–25, 0–25) cho đội thua
3. Nếu các đội vẫn hòa sau khi xem xét số trận thắng và số điểm đạt được, SAVA sẽ xem xét kết quả để phân định thắng thua theo thứ tự sau:
  - Thương số: nếu hai hoặc nhiều đội bằng điểm nhau về số điểm đạt được, họ sẽ được xếp hạng theo thương số thu được từ việc chia số hiệp thắng cho số hiệp thua.
  - Hệ số điểm: nếu vẫn hòa dựa trên hệ số set, các đội sẽ được xếp hạng theo hệ số thu được từ việc chia tất cả điểm ghi được cho tổng số điểm bị mất trong tất cả các set.
  - Nếu vẫn hòa về điểm số, thứ hạng sẽ được quyết định dựa trên đội thắng trong trận đấu Vòng tròn một lượt giữa các đội hòa. Khi có từ ba đội trở lên cùng điểm số, thứ hạng của các đội này chỉ được tính dựa trên các trận đấu có sự tham gia của các đội đó.

## Chặng 1

### Kết quả
- Tất cả thời gian đều theo Giờ Đông Dương (UTC+07:00).

| VT | Đội          | Tr | T | B | Đ | ST | SB | TSS   | ĐT  | ĐB  | TSĐ   |
| -- | ------------ | -- | - | - | - | -- | -- | ----- | --- | --- | ----- |
| 1  | Thái Lan (H) | 3  | 3 | 0 | 8 | 9  | 4  | 2,250 | 301 | 263 | 1,144 |
| 2  | Việt Nam     | 3  | 2 | 1 | 7 | 8  | 4  | 2,000 | 270 | 221 | 1,222 |
| 3  | Philippines  | 3  | 1 | 2 | 3 | 5  | 7  | 0,714 | 248 | 269 | 0,922 |
| 4  | Indonesia    | 3  | 0 | 3 | 0 | 2  | 9  | 0,222 | 199 | 265 | 0,751 |

| Ngày      | Giờ   |             | Tỷ số |             | Set 1 | Set 2 | Set 3 | Set 4 | Set 5 | Tổng   | Nguồn   |
| --------- | ----- | ----------- | ----- | ----------- | ----- | ----- | ----- | ----- | ----- | ------ | ------- |
| 1 tháng 8 | 13:30 | Indonesia   | 0–3   | Việt Nam    | 11–25 | 11–25 | 22–25 |       |       | 44–75  | Báo cáo |
| 1 tháng 8 | 17:00 | Philippines | 1–3   | Thái Lan    | 25–17 | 24–26 | 20–25 | 20–25 |       | 89–93  | Báo cáo |
| 2 tháng 8 | 13:30 | Việt Nam    | 3–1   | Philippines | 25–13 | 25–21 | 23–25 | 25–9  |       | 98–68  | Báo cáo |
| 2 tháng 8 | 17:00 | Thái Lan    | 3–1   | Indonesia   | 22–25 | 25–15 | 27–25 | 25–12 |       | 99–77  | Báo cáo |
| 3 tháng 8 | 13:30 | Philippines | 3–1   | Indonesia   | 25–20 | 25–20 | 16–25 | 25–13 |       | 91–78  | Báo cáo |
| 3 tháng 8 | 17:00 | Thái Lan    | 3–2   | Việt Nam    | 23–25 | 25–19 | 21–25 | 25–17 | 15–11 | 109–97 | Báo cáo |

### Thứ hạng chung cuộc
| Hạng | Đội         |
| ---- | ----------- |
| 1    | Thái Lan    |
| 2    | Việt Nam    |
| 3    | Philippines |
| 4    | Indonesia   |

| Giải bóng chuyền nữ Đông Nam Á 2025 – Vô địch chặng 1 |
| ----------------------------------------------------- |
| · Thái Lan · Lần thứ 8                                |

| Vận động viên |
| Kalyarat Khamwong, Piyanut Pannoy, Pornpun Guedpard, Donphon Sinpho, Thatdao Nuekjang, Warisara Seetaloed, Waruni Kanram, Sasipapron Janthawisut, Hattaya Bamrungsuk, Natthanicha Jaisaen, Pimpichaya Kokram, Ajcharaporn Kongyot (c), Thanacha Sooksod, Kanyarat Kunmuang |
| Huấn luyện viên trưởng |
| Kiattipong Radchatagriengkai |

### Giải thưởng
- Vận động viên xuất sắc nhất
 Pimpichaya Kokram (THA)
- Chuyền hai xuất sắc nhất
 Pornpun Guedpard (THA)
- Chủ công xuất sắc nhất
 Angel Canino (PHI)
 Ajcharaporn Kongyot (THA)
- Phụ công xuất sắc nhất
 Thatdao Nuekjang (THA)
 Trần Thị Bích Thủy (VIE)
- Đối chuyền xuất sắc nhất
 Nguyễn Thị Bích Tuyền (VIE)
- Libero xuất sắc nhất
 Nguyễn Khánh Đang (VIE)

## Chặng 2

### Kết quả
- Tất cả thời gian đều theo Giờ Đông Dương (UTC+07:00).

| VT | Đội          | Tr | T | B | Đ | ST | SB | TSS   | ĐT  | ĐB  | TSĐ   |
| -- | ------------ | -- | - | - | - | -- | -- | ----- | --- | --- | ----- |
| 1  | Việt Nam (H) | 3  | 3 | 0 | 8 | 9  | 2  | 4,500 | 262 | 227 | 1,154 |
| 2  | Thái Lan     | 3  | 2 | 1 | 7 | 8  | 4  | 2,000 | 278 | 241 | 1,154 |
| 3  | Philippines  | 3  | 1 | 2 | 3 | 4  | 6  | 0,667 | 223 | 239 | 0,933 |
| 4  | Indonesia    | 3  | 0 | 3 | 0 | 0  | 9  | 0,000 | 172 | 228 | 0,754 |

| Ngày       | Giờ   |             | Tỷ số |             | Set 1 | Set 2 | Set 3 | Set 4 | Set 5 | Tổng    | Nguồn   |
| ---------- | ----- | ----------- | ----- | ----------- | ----- | ----- | ----- | ----- | ----- | ------- | ------- |
| 8 tháng 8  | 16:00 | Indonesia   | 0–3   | Thái Lan    | 16–25 | 16–25 | 21–25 |       |       | 53–75   | Báo cáo |
| 8 tháng 8  | 19:00 | Philippines | 0–3   | Việt Nam    | 14–25 | 28–30 | 22–25 |       |       | 64–80   | Báo cáo |
| 9 tháng 8  | 16:00 | Việt Nam    | 3–0   | Indonesia   | 25–20 | 25–19 | 25–20 |       |       | 75–59   | Báo cáo |
| 9 tháng 8  | 19:00 | Thái Lan    | 3–1   | Philippines | 25–22 | 25–17 | 24–26 | 25–16 |       | 99–81   | Báo cáo |
| 10 tháng 8 | 16:00 | Indonesia   | 0–3   | Philippines | 17–25 | 17–25 | 26–28 |       |       | 60–78   | Báo cáo |
| 10 tháng 8 | 19:00 | Việt Nam    | 3–2   | Thái Lan    | 17–25 | 24–26 | 25–17 | 25–22 | 16–14 | 107–104 | Báo cáo |

### Trận đấu giữa Việt Nam và Thái Lan
Trận đấu giữa Việt Nam và Thái Lan ở lượt trận thứ 3 của chặng 2 Giải bóng chuyền nữ Đông Nam Á 2025 là trận đấu quyết định ngôi vô địch chặng 2 của Giải bóng chuyền nữ Đông Nam Á 2025 (hay SEA Women's V.League 2025), lần tổ chức thứ 5 của Giải bóng chuyền nữ Đông Nam Á, giải đấu cấp đội tuyển quốc gia quan trọng nhất khu vực do Hiệp hội bóng chuyền Đông Nam Á (SAVA) tổ chức.
Trận đấu là cuộc đối đầu giữa Việt Nam và Thái Lan, hai đội tuyển đại diện cho hai nền bóng chuyền nữ mạnh nhất khu vực Đông Nam Á, được diễn ra tại Nhà thi đấu Ninh Bình, phường Hoa Lư, tỉnh Ninh Bình, Việt Nam vào lúc 19:00 ngày 10 tháng 8 năm 2025. Đây là lần đầu tiên trong lịch sử, giải đấu được tổ chức tại địa điểm này.
Việt Nam đã xuất sắc lội ngược dòng đánh bại Thái Lan với tỷ số 3–2 sau khi bị dẫn trước 0–2, qua đó có lần đầu tiên trong lịch sử giành chiến thắng trước đối thủ ở một giải đấu chính thức. Với kết quả này, Việt Nam lên ngôi vô địch chặng 2 của Giải bóng chuyền nữ Đông Nam Á 2025, khẳng định vị thế đang lên của bóng chuyền nữ Việt Nam tại khu vực Đông Nam Á cũng như sự rút ngắn và tiệm cận rõ rệt về mặt trình độ với đội bóng mạnh nhất khu vực là Thái Lan. Trong khi đó, Thái Lan phải đối mặt với phản ứng tiêu cực từ người hâm mộ và dư luận quê nhà sau thất bại trong trận đấu này.

#### Các đội tham dự
Chú thích: In đậm thể hiện chặng vô địch, in nghiêng thể hiện chặng á quân.
| Đội      | Các lần vào chung kết trước đó                                          |
| -------- | ----------------------------------------------------------------------- |
| Việt Nam | 6 (2022, c1 2023, c2 2023, c1 2024, c2 2024, c1 2025)                   |
| Thái Lan | 8 (c1 2019, c2 2019, 2022, c1 2023, c2 2023, c1 2024, c2 2024, c1 2025) |

#### Chi tiết
| Lượt 3 – Chặng 2 | 10 tháng 8  | Việt Nam | 3       | –       | 2       | Thái Lan | Ninh Bình, Việt Nam   |  |
|                  | 19:00 UTC+7 | Báo cáo  | Báo cáo | Báo cáo | Báo cáo | Báo cáo  | Nhà thi đấu Ninh Bình |  |
|                  |             | 17       | Set 1   | Set 1   | Set 1   | 25       |                       |  |
|                  |             | 24       | Set 2   | Set 2   | Set 2   | 26       |                       |  |
|                  |             | 25       | Set 3   | Set 3   | Set 3   | 17       |                       |  |
|                  |             | 25       | Set 4   | Set 4   | Set 4   | 22       |                       |  |
|                  |             | 16       | Set 5   | Set 5   | Set 5   | 14       |                       |  |

| Việt Nam | Thái Lan |

| OH               | 3  | Trần Thị Thanh Thúy (c) |
| L                | 6  | Lưu Thị Ly Ly           |
| MB               | 8  | Lê Thanh Thúy           |
| OP               | 10 | Nguyễn Thị Bích Tuyền   |
| OP               | 11 | Hoàng Thị Kiều Trinh    |
| L                | 12 | Nguyễn Khánh Đang       |
| S                | 14 | Võ Thị Kim Thoa         |
| MB               | 15 | Nguyễn Thị Trinh        |
| OH               | 16 | Vi Thị Như Quỳnh        |
| OH               | 17 | Nguyễn Thị Phương       |
| MB               | 18 | Phạm Thị Hiền           |
| S                | 19 | Đoàn Thị Lâm Oanh       |
| OH               | 20 | Nguyễn Thị Uyên         |
| MB               | 25 | Trần Thị Bích Thủy      |
| Huấn luyện viên: |    |                         |
| Nguyễn Tuấn Kiệt |    |                         |

| L                            | 2  | Piyanut Pannoy          |
| S                            | 3  | Pornpun Guedpard        |
| MB                           | 5  | Thatdao Nuekjang        |
| L                            | 9  | Jidapa Nahuanong        |
| OH                           | 11 | Sasipapron Janthawisut  |
| MB                           | 12 | Hattaya Bamrungsuk      |
| OH                           | 14 | Kuttika Kaewpin         |
| S                            | 15 | Natthanicha Jaisaen     |
| OP                           | 16 | Pimpichaya Kokram       |
| OH                           | 18 | Ajcharaporn Kongyot (c) |
| OH                           | 19 | Chatchu-on Moksri       |
| OP                           | 21 | Thanacha Sooksod        |
| MB                           | 24 | Kanyarat Kunmuang       |
| MB                           | 29 | Wimonrat Thanapan       |
| Huấn luyện viên:             |    |                         |
| Kiattipong Radchatagriengkai |    |                         |

### Thứ hạng chung cuộc
| Hạng | Đội         |
| ---- | ----------- |
| 1    | Việt Nam    |
| 2    | Thái Lan    |
| 3    | Philippines |
| 4    | Indonesia   |

| Giải bóng chuyền nữ Đông Nam Á 2025 – Vô địch chặng 2 |
| ----------------------------------------------------- |
| · Việt Nam · Lần thứ 1                                |

| Vận động viên |
| Trần Thị Thanh Thúy (c), Lưu Thị Ly Ly, Lê Thanh Thúy, Nguyễn Thị Bích Tuyền, Hoàng Thị Kiều Trinh, Nguyễn Khánh Đang, Võ Thị Kim Thoa, Nguyễn Thị Trinh, Vi Thị Như Quỳnh, Nguyễn Thị Phương, Phạm Thị Hiền, Đoàn Thị Lâm Oanh, Nguyễn Thị Uyên, Trần Thị Bích Thủy |
| Huấn luyện viên trưởng |
| Nguyễn Tuấn Kiệt |

### Giải thưởng
- Vận động viên xuất sắc nhất
 Nguyễn Thị Bích Tuyền (VIE)
- Chuyền hai xuất sắc nhất
 Pornpun Guedpard (THA)
- Chủ công xuất sắc nhất
 Chatchu-on Moksri (THA)
 Vi Thị Như Quỳnh (VIE)
- Phụ công xuất sắc nhất
 Trần Thị Bích Thủy (VIE)
 Wimonrat Thanapan (THA)
- Đối chuyền xuất sắc nhất
 Nguyễn Thị Bích Tuyền (VIE)
- Libero xuất sắc nhất
 Ylizyeth Justine Jazareno (PHI)

## Kết quả và bảng xếp hạng tổng thể

### Thứ hạng tổng thể
| VT | Đội         | Tr | T | B | Đ  | ST | SB | TSS   | ĐT  | ĐB  | TSĐ   | Giành quyền tham dự              |
| -- | ----------- | -- | - | - | -- | -- | -- | ----- | --- | --- | ----- | -------------------------------- |
| 1  | Việt Nam    | 6  | 5 | 1 | 15 | 17 | 6  | 2,833 | 532 | 448 | 1,188 | AVC Women's Nations Cup 2026     |
| 2  | Thái Lan    | 6  | 5 | 1 | 15 | 17 | 8  | 2,125 | 579 | 504 | 1,149 | FIVB Women's Nations League 2026 |
| 3  | Philippines | 6  | 2 | 4 | 6  | 9  | 13 | 0,692 | 471 | 508 | 0,927 | AVC Women's Nations Cup 2026     |
| 4  | Indonesia   | 6  | 0 | 6 | 0  | 2  | 18 | 0,111 | 371 | 493 | 0,753 |                                  |

### Tóm tắt
| Chặng | Thời gian    | Địa điểm          | Vô địch      | Á quân       | Hạng ba         | Tiền thưởng | Tiền thưởng |
| Chặng | Thời gian    | Địa điểm          | Vô địch      | Á quân       | Hạng ba         | Tổng ($)    | Vô địch ($) |
| ----- | ------------ | ----------------- | ------------ | ------------ | --------------- | ----------- | ----------- |
| 1     | 1–3 tháng 8  | Nakhon Ratchasima | Thái Lan (8) | Việt Nam (6) | Philippines (5) | 50.000      | 16.000      |
| 2     | 8–10 tháng 8 | Ninh Bình         | Việt Nam (1) | Thái Lan (1) | Philippines (6) | 50.000      | 16.000      |